# 小烏丸
小烏丸、あるいは小烏（こがらすまる、こがらす）は、奈良時代末期から平安時代中期に作られたとされる日本刀（太刀）である。
天皇より下賜された平家一門の家宝で、現在は皇室の私有財産（御物）であり、国立文化財機構が保管している。
『源平盛衰記』では平家相伝の重宝として「唐皮」（からかわ）「抜丸」（ぬけまる）とともに「小烏」の記載がある。
なお、「小烏丸」の名で呼ばれる日本刀は上述の御物の他にも存在している（後述「#その他の小烏丸」の節参照）。本項目で“小烏丸”と表記しているものは基本的に御物の小烏丸を指す。

## 概要
平安時代中期の間に作られたと推定される鋒両刃造の太刀であり、奈良時代または平安時代に活動したとされる伝説上の刀工、天国（あまくに）作と伝えられる。
後に平貞盛が承平天慶の乱を鎮圧する際に天皇より拝領し、以後平家一門の重宝となる。平家が滅びた壇ノ浦の戦いの後、行方不明になったとされたが、その後江戸時代の天明5年（1785年）になり、平氏一門の流れを汲む伊勢氏で保管されていることが判明し、伊勢家より刀身及び刀装と伝来を示す『伊勢貞丈家蔵小烏丸太刀図』の文書が幕府に提出された。この「小烏丸太刀」は伊勢家より徳川将軍家に献上されたものの、将軍家はそのまま伊勢家に預け、明治維新後に伊勢家より対馬国の宗氏に買い取られた。
明治15年（1882年）3月に宗家当主の宗重正伯爵より明治天皇に献上された。現在はこれが皇室御物であり平家伝来の「小烏丸」として、外装共に宮内庁委託品として国立文化財機構で保管されている。
なお、刀身の茎（なかご）には「天国」の銘があったとの伝承もあるが、現存するものは生ぶ茎（うぶなかご）、無銘である。

### 名称の伝来
「小烏（丸）」という名称の伝来について、刀剣研究家の福永酔剣は以下の3つの説を述べている。
- 桓武天皇の元に烏が伊勢神宮の使いとして降りてきて、刀を落としたという伝承
- 平貞盛が天慶2年（939年）に平将門の乱にて朝廷より拝領し、8人に分身した将門のうち一人の兜についていた烏の像を切った物語
- 幕末の国学者によって唱えられた、小韓スキが小韓スになったとする文字遊び

## 刀身・外装

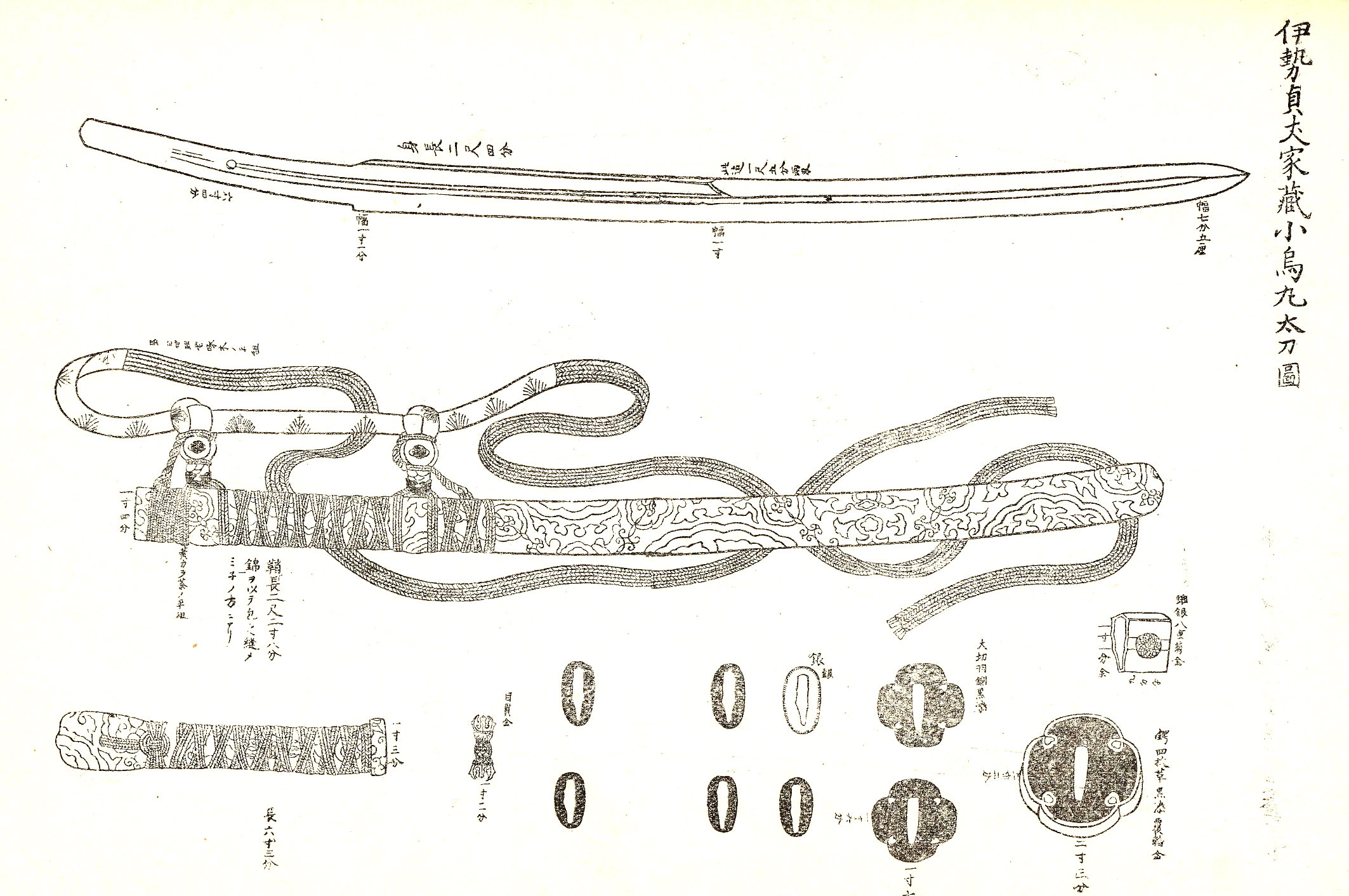
『集古十種』より

刃長62.8センチメートル、刀身反1.2センチメートル、茎反0.6センチメートル、元幅3.25センチメートル、元重0.7センチメートル、茎長19.9センチメートル。腰元から茎にかけ強く反っているが、上半身にはほとんど反りが付かない。鎬は後世の日本刀と異なり、刀身のほぼ中央にあり、表裏の鎬上に樋（ひ）を、棟方に掻き流しの薙刀樋（なぎなたひ）を掻く。地鉄は小板目肌が流れごころとなり、刃文は直刃（すぐは）で刃中の働きが豊かなものである。なお、刀身は江戸初期に本阿弥光悦が押形をとっており、押形に記載されたものには「大宝□年□月日　天国」の銘があるが、現存するものには銘がない。
刀身と併せて、柄・鞘共に紺地雲龍文様の錦で包み、茶糸平巻で柄巻と渡巻を施した錦包糸巻太刀拵様式の外装が付属しているが、この外装は明治時代の作である。前述の『伊勢貞丈家蔵小烏丸太刀図』および寛政十二年（西暦1800年）に編纂された『集古十種』には前掲書より転載された蜀江錦包の刀装の絵図が収録されており、現在の外装はそれらを参考に作り直されたもので、絵図に記載されている刀装とは目貫や錦の柄等が異なっている。

## 小烏造（鋒両刃造）

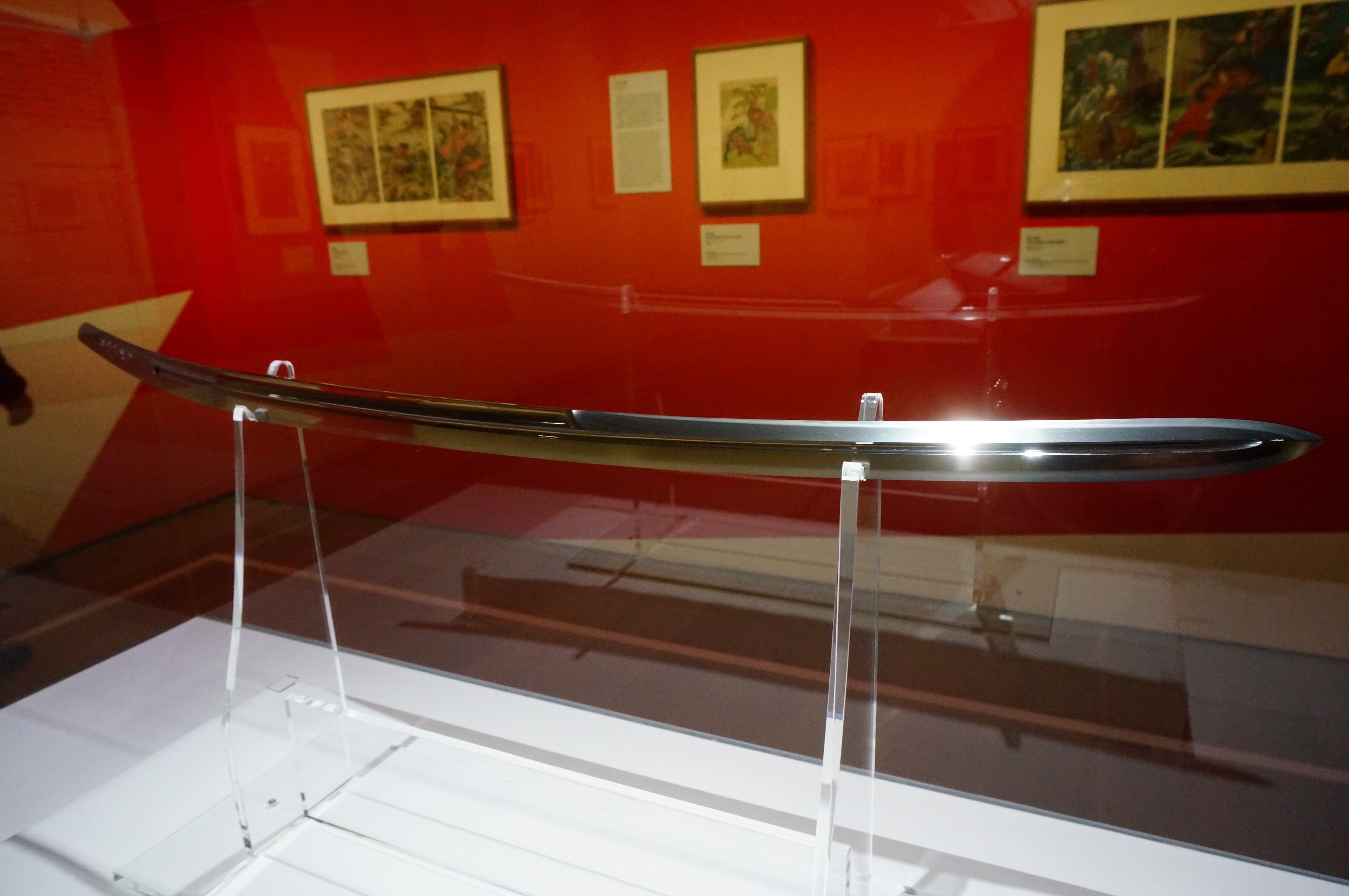
小烏丸（模作）太刀 銘 小沢正寿作 昭和四十五年二月日 毎日新聞社賞受賞之作、1970年

小烏丸は「鋒両刃造」（きっさきもろはづくり）と呼ばれる造りとなっており、鋒（切先とも、刀身の先端部分を指す）が両刃となった独特の造込みとなっている。
これは奈良時代末期から平安時代中期にかけて、主に刺突を目的とした直刀から切断を目的とした湾刀の過渡期に双方を目的として考案されたもので、この造込みの代表作が小烏丸であることから小烏造（こがらすづくり）とも呼ばれている。
正倉院宝物の直刀の中には鋒両刃造のものがある。御物の「小烏丸」の他にも鋒両刃造の太刀は幾振りか現存しており、各地・各時代の刀工が研究のため写しとして製作していたようである。兵庫県加東市にある清水寺には平安時代の征夷大将軍としても高名な大納言の坂上田村麻呂が寄進したとされる「大刀 三口、附 拵金具 十箇」が現存しており、3口のうち二号大刀と三号大刀が鋒両刃造である。いずれも直刀から彎刀へと変遷する過程のものとして極めて資料的価値が高く重要文化財に指定され、『集古十種』にも「播磨國清水寺蔵田村丸劍太刀圖 三」として所載されている。
大日本帝國時代には「小烏丸」は時の天皇より朝敵討伐に赴く将に与えられた、という故事に基づき、日本陸海軍で元帥号を授けられた大将に下賜される「元帥刀」の刀身にも「鋒両刃造の太刀」の様式が用いられていた。元帥刀の実物は「靖国神社遊就館」の展示物（元帥陸軍大将武藤信義の佩用刀）として等、合計7振りの現存が確認されている。
第二次大戦後においても「小烏造」（鋒両刃造の太刀）は現代刀の様式の一つとして作刀されているものがあり、「小烏丸」そのものの模作を複数の著名な刀匠が手掛けている。それらの模作された刀剣には博物館や記念館の展示品となっているものがあり、新潟県新発田市の「月岡カリオンパーク」内の「刀剣伝承館・天田昭次記念館」の展示品などで見ることができる。

なお、数は少ないながら刀剣店で取り扱われる刀剣類として一般向けに販売されるものとしても時折見られる様式である。模擬刀の様式としても製作・販売されており、前述の天国作の皇室御物として知られるものを拵え共々模作した商品も存在する。

## その他の小烏丸
源氏重宝の小烏
福永酔剣により、源為義が秘蔵の日本刀である獅子の子に似せて作らせた源氏の重宝としての日本刀の物語が紹介されている。それによると、この刀には柄に鳥の図の目貫が配されており、「小烏」と命名されていたという。小烏は元々は獅子の子より二分（0.6cm）長かったものの、獅子の子が小烏に倒れ掛かったことで切り落とされてしまい、同じ長さになった。その後小烏は義朝に贈られ、義朝の死後平清盛のもとに渡ったとされるも、福永はこの話を十節と相いれないものとして扱っている。
飛騨国分寺の小烏丸（江馬小烏丸）
岐阜県高山市にある飛騨国分寺が所蔵している2尺5寸の太刀。重要文化財（国指定）。高原諏訪城城主江馬氏の家宝と伝えられている。刀身の他、鍔および各部の金具が欠損した黒漆塗太刀拵が附属品として伝来している。
この「小烏丸」も『集古十種』に記載されている。